# Австралийский и новозеландский армейский корпус
Австралийский и новозеландский армейский корпус, АНЗАК — воинское формирование Австралии и Новой Зеландии, сформированное для участия в Первой мировой войне. АНЗАК активно участвовал в боях в Египте и в Галлиполи. Командиром корпуса был назначен Уильям Бидвуд. В начале 1916 года АНЗАК был расформирован, а вместо него были созданы 1-й и 2-й корпуса АНЗАК. В 1941 году корпус был ненадолго восстановлен во время Греческой операции Второй мировой войны. С тех пор термин «АНЗАК» использовался для обозначения совместных австралийско-новозеландских подразделений разного размера.
Формирование корпуса началось в ноябре 1914 года. Первоначально планировалось направить австралийские и новозеландские части на Западный фронт, но британское командование изменило планы. Было принято решение направить части АНЗАК в Египет. Командиром корпуса был назначен генерал Уильям Бидвуд, который вместе со штабом прибыл в Каир 21 декабря 1914 года и вступил в командование корпусом. Новое воинское формирование из австралийских и новозеландских подразделений получило название «Австралийский и новозеландский армейский корпус».
Первоначально в состав корпуса вошли 1-я австралийская дивизия, новозеландская пехотная бригада и две бригады: австралийская легкой кавалерии и новозеландская конно-стрелковая бригада. Помимо австралийских и новозеландских частей в состав АНЗАКа позже вошли индийские, цейлонские и английские подразделения. Вместе с солдатами АНЗАК на фронт поехали также и медсёстры-добровольцы: австралийские и новозеландские.
После эвакуации из Галлиполи в конце 1915 года, АНЗАК был расформирован. Вместо него было начато формирование отдельных австралийских и новозеландских войск. Были сформированы 1-й АНЗАК корпус и 2-й АНЗАК корпус. Эти новые воинские формирования были направлены на Западный фронт для боевых действий против немецких войск.
Участвовали в попытке подавления египетской революции 1919 года и, несмотря на ненасильственные методы египтян, открывали по ним огонь. Также принимали участие в интервенции на севере России в 1918—1919 годах.

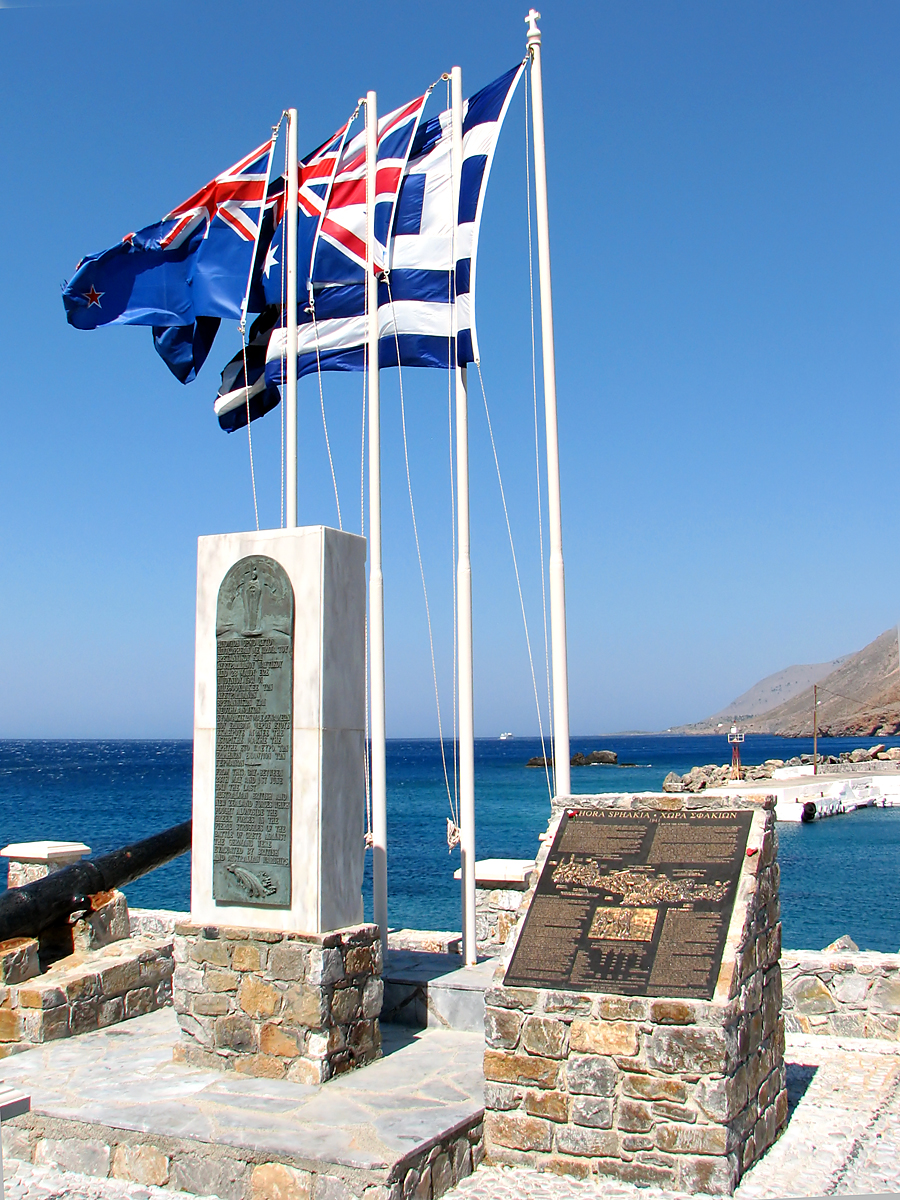
Мемориал в Хора-Сфакионе в память об эвакуации британских войск и сил АНЗАК с Крита в конце мая 1941 года

Во время Второй мировой войны в марте 1941 года штаб 1-го австралийского корпуса переехал в Грецию. Поскольку корпус также контролировал 2-ю новозеландскую дивизию (наряду с греческими и британскими формированиями), 12 апреля он был официально переименован в корпус АНЗАК. Греческая операция закончилась через несколько недель, и 23–24 апреля штаб корпуса эвакуировался с территории континентальной Греции, при этом название «Корпус АНЗАК» больше не использовалось.
Часть войск была эвакуирована в Александрию, но бо́льшая часть была отправлена на греческий остров Крит для усиления его гарнизона против ожидаемого немецкого вторжения с воздуха и с моря. Австралийцы и новозеландцы были соответственно размещены вокруг городов Ретимнон и Ханья на западе Крита, а меньшие австралийские силы были размещены в Ираклионе. Вторжение началось утром 20 мая, и после ожесточенной битвы за Крит, которая длилась десять дней, Крит пал перед немцами. Большинство защитников Ханьи отошли через остров к южному побережью и были эвакуированы Королевским флотом из Хора-Сфакиона. Многие другие избегали плена в течение нескольких месяцев, скрываясь в горах при щедрой помощи местного критского населения. Другие, которые были схвачены и перевезены в лагеря для военнопленных Оси на материковой Европе, смогли бежать через Югославию. Те, кто сбежал, находили убежище у четников и югославских партизан, пока не были репатриированы или вновь схвачены силами Оси.
В 1985 году в Австралии вышел посвящённый корпусу телесериал «Anzacs» с участием Пола Хогана.